# Río Valcarce
El río Valcarce es un río del noroeste de la península ibérica, situado al norte de la comarca de El Bierzo, en la provincia de León. 

## Curso
Nace a 1200 metros de altitud en las proximidades del puerto de Pedrafita do Cebreiro, Lugo, como arroyo de Lamas y es afluente del río Burbia. Su longitud es de 29 kilómetros y atraviesa los municipios de Vega de Valcarce, Trabadelo y Villafranca del Bierzo. En este último se une al río Burbia.